# Zecca di Arelate
La zecca di Arelate o Costantina fu una zecca romana con sede nella città di Arelate (moderna Arles).
La zecca fu fondata nel 313 o 314, col personale proveniente dalla zecca di Ostia, chiusa proprio nel 313. Coniò continuativamente monete in bronzo (alle quali erano destinate quattro officine, indicate dalle iniziali latine P S T e Q) e saltuariamente in argento e oro. Durante il regno di Magno Massimo (383-388) fu la principale zecca gallica; successivamente, nel 407, la città divenne capitale della Prefettura del pretorio delle Gallie, e la zecca aumentò la propria importanza. L'ultima monetazione in bronzo fu coniata sotto l'imperatore Giovanni Primicerio (423-425); la monetazione in oro continuò nella seconda metà del V secolo, sotto gli imperatori d'Occidente da Avito a Romolo Augusto e poi sotto Odoacre (476-493), ed è possibile che abbia coniato anche per l'imperatore d'Oriente Zenone (475-491).
La città di Arelate cambiò nome frequentemente: nel 328 Costantino I la chiamò Constatina in onore del figlio Costantino II che lì era nato nel 314 e la cui morte, nel 340, segnò il ritorno al nome originario; con la caduta di Magnenzio nel 353 la città riassunse il nome dinastico costantiniano, fino al regno di Onorio (395), quando tornò ad essere nota come Arelate. Conseguentemente, le monete coniate nella zecca di Arelate hanno una grande varietà di segni di zecca: A, AR, o ARL dal 314 al 328, CONST o CON fino al 340, ARL o AR fino a 353,  CON, CONS, KONS, KONST, KONSTAN dal 353 al 395; per le monete auree successive al 407 si utilizzò AR nel campo e COMOB o KOMOB in esergo, mentre SMAR o KONT erano riservati alle monete d'argento.